# Malý Horeš
Malý Horeš (in ungherese Kisgéres) è un comune della Slovacchia facente parte del distretto di Trebišov, nella regione di Košice.